# Ивашин, Владимир Яковлевич
Владимир Яковлевич Ивашин (13 февраля 1944 — 9 сентября 2023) — советский игрок в хоккей с мячом, мастер спорта СССР (1966).

## Биография
Начал играть в хоккей с мячом в 1957 году в подмосковном Жуковском в детской команде «Крылья Советов»-I. В составе сборной Московской области становится бронзовым призёром Всероссийских юношеских соревнований (1960, 1961).
С 1961 по 1964 год был игроком команды «Вымпел» из подмосковного Калининграда.
С 1964 года в составе хабаровского СКА, где проходил действительную военную службу. Выступал за команду до 1980 года, за исключением сезона 1973/74, проведённого в «Вымпеле». На протяжении многих лет один из ведущих игроков СКА. В квартете с Анатолием Фроловым, Михаилом Ханиным и Владимиром Башаном составляли одну из сильнейших атакующих линий в отечественном клубном хоккее с мячом в конце 1960-х — начале 1970-х годов.
В 1980—1982 годах был игроком хабаровского «Нефтяника», представляющего первую лигу чемпионата СССР.
В 372 матчах в высшей лиге (первой группе класса «А») чемпионатов СССР забил 253 мяча (СКА — 317, 223; «Вымпел» — 55, 30).
Также играл в хоккей на траве за хабаровский СКА  в 1969—1972 годах.
Майор в отставке.
С 2006 года проживал в Подмосковье.
Скончался 9 сентября 2023 года после продолжительной болезни.

## Достижения
СКА (Хабаровск)
 Серебряный призёр чемпионата СССР: 1969/70 

 Бронзовый призёр чемпионата СССР (5): 1964/65, 1967/68, 1968/69, 1971/72, 1978/79 

Личные
- В списке 33-х лучших игроков сезона (2): 1968, 1969
- Символическая сборная СКА (Хабаровск): 1994[6]

### Комментарии
1. ↑  Количество игр и голов за клуб(ы) в высшем дивизионе чемпионатов СССР